# Save Me, San Francisco
| Recensione             | Giudizio |
| ---------------------- | -------- |
| AllMusic               | [ 5 ]    |
| The Hollywood Reporter | positivo |
| PopMatters             | 6/10     |

Save Me, San Francisco è il quinto album del gruppo musicale rock statunitense Train, pubblicato il 27 ottobre 2009 dall'etichetta discografica Columbia.
L'album è stato promosso dai brani Hey, Soul Sister, Shake Up Christmas, If It's Love di successo negli Stati Uniti e in Europa.

## Il disco
Nonostante il debutto nella top 10 della Billboard 200 e le numerose recensioni positive, l'album precedente, For Me, It's You, fu un fallimento commerciale, restando poco nella classifica nominata sopra ed essendo il primo album dei Train a non riuscire a guadagnare una certificazione dalla RIAA o a contenere un singolo che fosse stato nella Billboard Hot 100.
La band ha attribuito il fallimento dell'album alla risonanza negli ascoltatori delle loro discrepanze interne dell'epoca. Dopo aver a un certo punto considerato di smettere del tutto, la band ha alla fine deciso di prendersi un periodo di pausa per perseguire progetti da solisti. Il cantante e scrittore Pat Monahan ha registrato il suo disco da solista d'esordio, Last of Seven, che è stato pubblicato nel settembre 2007, poco dopo che la band si era presa il periodo di pausa. Nonostante le recensioni positive, l'album fu un fallimento commerciale, raggiungendo un deludente numero 82 nella Billboard 200.
All'inizio del 2009, nel tentativo di ripristinare la band, si formò il nuovo trio. Il chitarrista Jimmy Stafford ha riflettuto sulle loro intenzioni al momento:
Dopo aver deciso di cambiare gestione e di ripristinare la band al suo trio di origine, la band ha ritrovato la motivazione nel scrivere nuove canzoni; come riferito, un totale di 80. La band ha anche abbandonato l'abitudine dell'epoca precedente l'album di collaborare con un unico produttore, registrando e collaborando con numerosi produttori, come il famoso produttore e frontman dei OneRepublic Ryan Tedder, Dave Katz e Sam Hollander, ed Espen Lind e Amund Bjørklund del famoso duo di produzione Espionage, che ha prodotto e co-scritto il singolo "Hey, Soul Sister" e il brano "Brick by Brick".
Il cantante Pat Monahan ha attribuito il nuovo slancio ritrovato della band all'approccio della loro etica di lavoro con una disposizione felice:
Le sessioni di registrazione, secondo la band, hanno anche segnato un ritorno alle origini della band e, sia musicalmente che culturalmente, alla loro città d'origine, San Francisco:
Il chitarrista dei Train, Jimmy Stafford, riflettendo sulle tensioni all'interno della band tra la registrazione dell'album For Me, It's You e la pausa di tre anni, ha affermato:
Jimmy Stafford ha inoltre anche affermato:

## Tracce
Edizione Standard
1. Save Me, San Francisco – 4:09 (Sam Hollander, Dave Katz, Pat Monahan)
2. Hey, Soul Sister – 3:36 (Amund Bjorklund, Espen Lind, Pat Monahan)
3. I Got You – 4:23 (Kevin Griffin, Patrick Simmons, Pat Monahan)
4. Parachute – 3:29 (Pat Monahan, Gregg Wattenberg)
5. This Ain't Goodbye – 4:23 (Pat Monahan, Ryan Tedder)
6. If It's Love – 3:59 (Pat Monahan, Gregg Wattenberg)
7. You Already Know (Pat Monahan, Jimmy Stafford, Scott Underwood, Gregg Wattenberg)
8. Words – 3:27 (Jerry Becker, Luis Maldonado, Pat Monahan)
9. Brick by Brick – 3:37 (Amund Bjorklund, Espen Lind, Pat Monahan)
10. Breakfast in Bed – 4:51 (Pat Monahan, Scott Underwood)
11. Marry Me – 3:25 (Sam Hollander, Dave Katz, Pat Monahan)

Edizione Golden Gate
1. Shake Up Christmas – 3:52 (Monahan, Walker)
2. Half Moon Bay – 3:55 (Monahan, Bjørklund, Lind)
3. The Finish Line – 3:43 (Monahan, Skarbek)
4. Umbrella – 4:20 (Shawn Carter, Kuk Harrell, Terius Nash, Christopher "Tricky" Stewart) – cover di Rihanna
5. Parachute – 4:03 (Monahan, Wattenberg) – versione alternativa
6. Marry Me – 4:03 (Monahan) – primo remix dance

I Got You contiene elementi di Black Water, canzone scritta da Patrick Simmons e cantata dai The Doobie Brothers.

## Singoli
Il primo singolo dell'album, "Hey, Soul Sister", che ha segnato un ritorno del gruppo alle loro radici folk-rock, è stato pubblicato ai rivenditori digitali l'11 agosto 2009. Il singolo è diventato il quarto successo dei Train nella top 40 della Billboard Hot 100 e il secondo successo nella top 10, raggiungendo il numero 3, 26 settimane dopo essere stato pubblicato. È anche il singolo della band che ha raggiunto il più alto posto in classifica negli Stati Uniti, così come in Canada, Australia, Paesi Bassi e Nuova Zelanda.
Il singolo seguente, "If It's Love", è stato pubblicato il 22 giugno 2010 e ha raggiunto il numero 34 nella Billboard Hot 100.
"Marry Me" è stato pubblicato il 25 ottobre 2010 come il terzo singolo dell'album e, dopo il debutto nella Billboard Hot 100 al numero 95, ha raggiunto il numero 34.
"Shake Up Christmas" è stato pubblicato il 30 novembre 2010 come il quarto singolo dell'album.
"Save Me, San Francisco", infine, è stato pubblicato il 25 aprile 2011 come quinto e ultimo singolo dell'album, e ha raggiunto il numero 75 nella Billboard Hot 100.

## Staff
Train
- Pat Monahan - voce
- Scott Underwood - batteria
- Jimmy Stafford - chitarra

Musicisti aggiuntivi
- Sean Gould - basso e chitarra nella traccia 1
- Claes Bjorklund - tastiere nelle tracce 1, 2, 3, 7, 8 e 10, sintetizzatori nella traccia 5, programmazione nella traccia 7, pianoforte e Mellotron nella traccia 11
- Sakai - cori nelle tracce 1 e 8
- Nikita Germaine - cori nelle tracce 1 e 8
- Jerry Becker - honky nella traccia 1, organo Hammond nella traccia 2, tastiere nelle tracce 4 e 6, pianoforte nella traccia 5
- The Ghost Of Harlem Keyboards - pianoforte nella traccia 1
- Martin Terefe - basso nelle tracce 2, 3, 5, 7, 8 e 10
- Espen Lind - ukulele e tastiere nella traccia 2, pianoforte e basso elettrico nella traccia 9
- Gregg Wattenberg - basso nella traccia 4
- Andreas Olsson - programmazione nella traccia 5
- Josh Berger - basso nella traccia 6
- Nikolaj Torp - organo Hammond nella traccia 8
- The Lovesponge Strings - corde nelle tracce 5, 6, 8 e 9
- David Davidson - violino e accordi nelle tracce 5, 6, 8 e 9
- David Angell - violino nelle tracce 5, 6, 8 e 9
- Kristin Wilkinson - viola nelle tracce 5, 6, 8 e 9
- Sarighani Reist - violoncello nelle tracce 5, 6, 8 e 9

## Classifiche
| Classifica (2009-2010)                  | Posizione raggiunta |
| --------------------------------------- | ------------------- |
| Australia (ARIA)                        | 8                   |
| Germania (Media Control Charts)         | 43                  |
| Italia (FIMI)                           | 64                  |
| Paesi Bassi (MegaCharts)                | 13                  |
| Regno Unito (Official Charts Company)   | 33                  |
| Stati Uniti (Billboard 200)             | 17                  |
| Stati Uniti (Billboard Top Rock Albums) | 3                   |

### Classifiche di fine anno
| Classifica di fine anno (2010) | Posizione |
| ------------------------------ | --------- |
| Stati Uniti                    | 57        |
| Classifica di fine anno (2011) | Posizione |
| Stati Uniti                    | 79        |